# Pattukkottai
Pattukkottai är en ort i Indien.   Den ligger i distriktet Thanjavur och delstaten Tamil Nadu, i den södra delen av landet, 2 000 km söder om huvudstaden New Delhi. Pattukkottai ligger 27 meter över havet och antalet invånare är 67 982.
Terrängen runt Pattukkottai är mycket platt. Runt Pattukkottai är det tätbefolkat, med 511 invånare per kvadratkilometer. Pattukkottai är det största samhället i trakten. Trakten runt Pattukkottai består till största delen av jordbruksmark.